# Teodora Nemanjić
Teodora Nemanjić sau Nemanici (în sârbă Теодора Немањић; n. 1330 – d. 1381) a fost despoina (soția despotului) de Kumanovo, Dejan Dragaș (fl. 1355). A fost fiica regelui Ștefan Uroș al III-lea Dečanski al Serbiei, iar cel mai mare frate al său a fost țarul sârb, Ștefan Uroș al IV-lea Dușan. A avut  doi fii, Constantin Dejanovici (decedat în Bătălia de la Rovine) și Iovan Dragaš, și o fiică. Ulterior a devenit călugăriță adoptând numele Evdokija (Евдокија, gr. Eudokia), de aceea este cunoscută în istoriografie sub numele de Teodora-Evdokija (Теодора-Евдокија).

## Familie
Teodora s-a născut în 1330, ca fiica cea mai mică a regelui sârb Ștefan Uroš al III-lea Dečanski cu a doua soție a sa, Maria Palaiologhina. Bunicii ei materni au fost Ioan Comnenul Paleologul, guvernator al Salonicului și Irene Metochitissa. Teodora a avut un frate, Simeon Uroș și o soră, Jelena; ea a mai avut doi frați vitregi din prima căsătorie a tatălui ei cu Teodora Smileț a Bulgariei, Ștefan Uroș Dușan și Dușica. Când Teodora avea un an, la insistența nobilimii, Ștefan Uroș Dușan și-a atacat tatăl care a fost închis, pus în lanțuri și ulterior sugrumat. În consecință, el a uzurpat tronul sârb ca Ștefan Uroș al V-lea. Mama ei a încercat fără succes să obțină coroana pentru Simeon; învinsă în eforturile ei, s-a retras într-o mănăstire și a murit în 1355.

## Căsătorie
În 1347, la vârsta de 17 ani, Teodora s-a căsătorit cu Despotul Dejan. I s-a acordat titlul de sebastocrator de către fratele ei, Stefan Dušan. După căsătorie ei a fost realizată o pictură frescă a Teodorei la mănăstirea creștină ortodoxă sârbă din Visoki Dečani. Împreună, Teodora și Dejan au avut trei copii, Constantin, Iovan și Teodora: 
- Constantin (d. 1395), căzut la bătălia de la Rovine, el a avut un fiu cu o femeie fără nume, căsătorit a doua cu Eudokia din Trebizond, fără să aibă copii
- Iovan (d. 1378), a căzut la bătălia de pe  Marița ,
- Teodora, căsătorită cu 1. Žarko, 2. Đurađ I Balšić

## Viața religioasă
La o dată neînregistrată, Teodora a urmat exemplu mamei sale și a făcut jurăminte monahale. Mama ei a luat numele Marta, iar Teodora, după ce a devenit călugăriță, a adoptat numele Eudokia. Într-un hrisov datat din 1379, a fost consemnat faptul că Eudocia imperatrix et filius Constantinus a donat proprietăți Mănăstirii Hilandar.